# Bolhrad (huyện)
Huyện Bolhrad (tiếng Ukraina: Болградський район, chuyển tự: Bolhrads’kyi raion) là một huyện của tỉnh Odessa thuộc Ukraina. Huyện Bolhrad có diện tích 1364 kilômét vuông, dân số theo điều tra dân số ngày 5 tháng 12 năm 2001 là 73991 người với mật độ 54 người/km2. Trung tâm huyện nằm ở Bolhrad.